# So Jealous (альбом)
So Jealous — четвёртый студийный альбом канадской инди-рок группы Tegan and Sara, выпущенный 14 сентября 2004 года. Позднее, на один из треков, «Walking With a Ghost», группой The White Stripes был сделан кавер, который вошёл заглавной песней в их мини-альбом Walking with a Ghost. Дизайн альбома был разработан EE Storey (Emily «Emy» Storey).

## Список композиций
| №                   | Название                           | Длительность |
| ------------------- | ---------------------------------- | ------------ |
| 1.                  | «You Wouldn't Like Me» (T. Quin)   | 2:56         |
| 2.                  | «Take Me Anywhere» (T. Quin)       | 2:31         |
| 3.                  | «I Bet It Stung» (S. Quin)         | 3:35         |
| 4.                  | «I Know I Know I Know» (T. Quin)   | 3:44         |
| 5.                  | «Where Does the Good Go» (T. Quin) | 3:35         |
| 6.                  | «Downtown» (S. Quin)               | 4:25         |
| 7.                  | «I Won't Be Left» (T. Quin)        | 2:38         |
| 8.                  | «Walking with a Ghost» (S. Quin)   | 2:30         |
| 9.                  | «So Jealous» (S. Quin)             | 2:58         |
| 10.                 | «Speak Slow» (T. Quin)             | 2:21         |
| 11.                 | «Wake Up Exhausted» (T. Quin)      | 3:16         |
| 12.                 | «We Didn't Do It» (S. Quin)        | 3:48         |
| 13.                 | «Fix You Up» (T. Quin)             | 2:53         |
| 14.                 | «I Can't Take It» (S. Quin)        | 4:30         |
| Общая длительность: | Общая длительность:                | 45:41        |

### Бонус треки
| №                   | Название            | Длительность |
| ------------------- | ------------------- | ------------ |
| 14.                 | «Love Type Thing»   | 1:48         |
| Общая длительность: | Общая длительность: | 47:29        |

## Песни с альбома So Jealous в других проектах
- Песня «So Jealous» попала в одну из серий («Green-Eyed Monster») сериала Вероника Марс (TV show Veronica Mars). Песня «I Know I Know I Know» позже была включена саундтреком в другую серию, «The Rapes of Graff».
- «So Jealous» также прозвучала в сериале Секс в другом городе (The L Word), в пилотной серии третьего сезона — «Labia Majora».
- «Where Does the Good Go?» вошла в популярный сериал Анатомия страсти (Grey’s Anatomy), в четвертую серию первого сезона «No Man’s Land». В этом сериале в других сериях также звучали «Take Me Anywhere», «Fix You Up», «You Wouldn’t Like Me», «I Won’t Be Left» и «Downtown».
- «Where Does the Good Go?» также вошла в саундтрек к пилотной серии канадского сериала Быть Эрикой (Being Erica).
- «Walking with a Ghost» играла в сериале Холм одного дерева (One Tree Hill), в 21 эпизоде второго сезона, «What Could Have Been». Также в 2006 годупесня вошлав рекламу на канале NBC к сериалу Medium и в английское телешоу про футбол Soccer AM в мае 2007. К тому же, песня звучала в 2006 году в фильме, These Girls, с Девидом Борианаз в главной роли.
- В 2009 году песня «So Jealous» была перепета канадской панк группой Cancer Bats и была включена в их мини-диск Tour EP.